# Karl-Wilhelm von Schlieben
Karl-Wilhelm von Schlieben (Eisenach, 30 oktober 1894 - Gießen, 18 juni 1964) was een Duitse generaal tijdens de Tweede Wereldoorlog.

## Biografie
In augustus 1914 sloot Von Schlieben zich aan bij het Pruisische leger, waar hij werd toegelaten tot de officiersopleiding. Reeds een maand later zou hij deelnemen aan gevechten in Vlaanderen en gewond raken. Twee jaar later zou hij het bevel krijgen over een compagnie infanterie en opklimmen tot adjudant. Na een tweede verwonding zou hij de rest van de oorlog doorbrengen op het hoofdkwartier van zijn regiment.
Tijdens het Interbellum bleef Von Schlieben bij het Duitse leger en aan het begin van de Tweede Wereldoorlog had hij de rang van Oberstleutnant bereikt. Als officier bij de 1. Panzer-Division nam hij deel aan de inval in Frankrijk. Na de Franse capitulatie had hij enkele posities bij ander eenheden in Frankrijk, alvorens hij werd overgeplaatst naar de 4. Panzer-Division aan het oostfront. Ondanks de vernietiging van de divisie tijdens de Slag om Stalingrad werd Von Schlieben bevorderd naar Generalmajor en kreeg hij het bevel over de 208. Infanterie-Division. Enkele maanden werd hij alweer overgeplaatst naar de 18. Panzer-Division, die echter werd ontbonden na zware verliezen te hebben geleden bij de Slag om Koersk (juli 1943). Hierna werd Von Schlieben weer naar Frankrijk gestuurd om het bevel te voeren over de 709. Infanterie-Division, die voornamelijk bezettingswerkzaamheden verrichtte; de eenheid bestond dan ook voornamelijk uit afgekeurde Duitse soldaten en uitgeputte troepen van het oostfront.

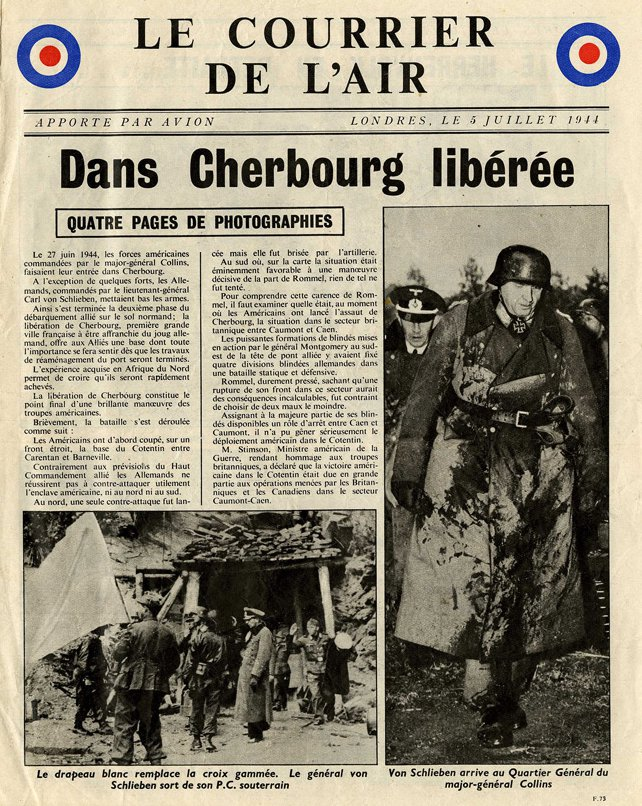
De officiële overgave van Von Schlieben in een Brits pamflet, gedropt door de RAF boven de stad Cherbourg.

Tijdens de geallieerde invasie in Normandië bevond de 709. Infanterie-Division zich op het schiereiland Cotentin, in de buurt van Cherbourg en Utah Beach. Cherbourg was voor de geallieerden een interessante plaats, vanwege haar zeehaven. Tegelijkertijd waren de troepen van Von Schlieben verstoken van pantserondersteuning, omdat deze harder nodig waren bij de verdediging van Caen. Von Schlieben had 21.000 manschappen tot zijn beschikking, en probeerde het oosten van het schiereiland te verdedigen. Hij zag zich al snel genoodzaakt om terug te trekken naar Cherbourg, en werd door het Duitse opperbevel tot commandant van de stad benoemt; Cherbourg was nu een vestingstad die een belegering van een aantal dagen zou moeten proberen te overleven. Al na de eerste Amerikaanse aanval was een groot deel van de Duitse verdedigingslinie uitgeschakeld en, slechts drie dagen na zijn aanstelling als commandant van de stad, gaf Von Schlieben zich met 800 man over aan de Amerikanen. Voor de capitulatie had Von Schlieben opdracht gegeven om de haven onbruikbaar te maken; het zou uiteindelijk drie maanden duren voor de hele haven weer bruikbaar was.
Na zijn gevangenneming verbleef Von Schlieben enkele tijd op Trent Park, waar een krijgsgevangenkamp was voor hooggeplaatste Duitse officieren. Hij zat hier samen met onder meer generaal Von Choltitz, kolonel Wilck en generaal Ramcke. Hij werd op 7 oktober 1947 vrijgelaten en overleed op 18 juni 1964.

## Militaire loopbaan
- Fahnenjunker: 11 augustus 1914[2]
- Fähnrich: 9 januari 1915[2]
- Leutnant: 3 maart 1915 (benoemingsakte (Patent) vanaf 22 mei 1914)[2]
- Oberleutnant: 1 april 1925[2]
- Rittmeister: 1 oktober 1929[2]
- Major: 1 oktober 1935[2]
- Oberstleutnant: 1 augustus 1938[2]
- Oberst: 1 augustus 1941 (RDA 1 augustus 1940)[2]
- Generalmajor: 1 mei 1943[2][3]
- Generalleutnant: 1 mei 1944[2][3]

## Decoraties
- Ridderkruis van het IJzeren Kruis op 17 maart 1943[2][3][4][5]
- IJzeren Kruis 1914, 1e Klasse en 2e Klasse[2]
- Herhalingsgesp bij IJzeren Kruis 1939, 1e Klasse en 2e Klasse[2]
- Duits Kruis in goud op 2 juli 1942[2][3][6]
- Kruis voor Militaire Verdienste (Brunswijk), 1e en 2e Klasse[2]
- Kruis voor Oorlogsverdienste, 2e Klasse met Zwaarden[2]
- Oostfrontmedaille[2]
- Erekruis voor de Wereldoorlog[2]
- Gewondeninsigne 1939 in het zwart (voor één of twee verwondingen)[2]